# شاهكوه سفلي

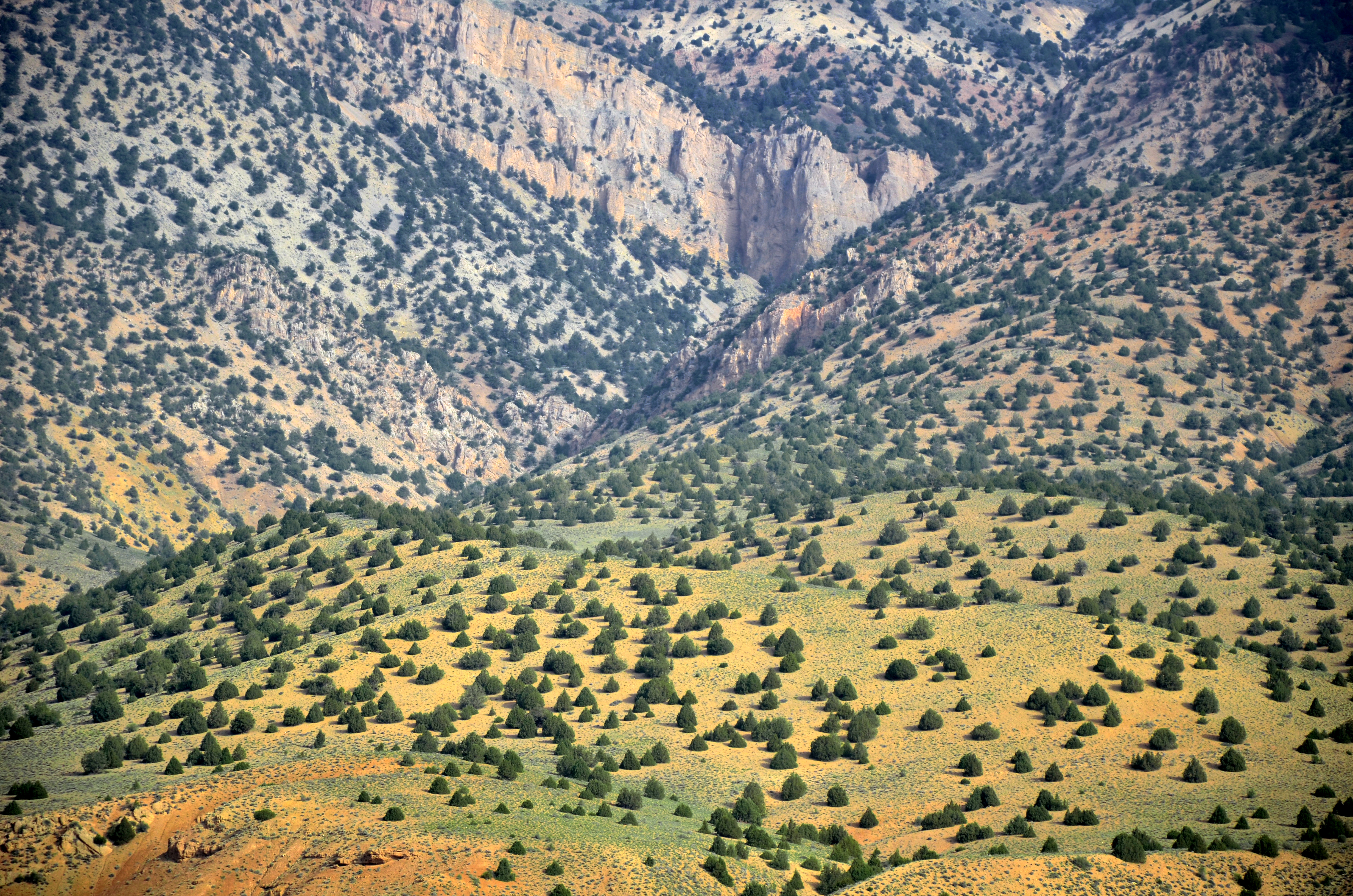
شاهكوه - تشهارباغ - شاهفار

شاهكوه سفلي (بالفارسية: شاه‌کوه سفلی) هي قرية تقع في غلستان في إيران. يقدر عدد سكانها بـ 355 نسمة .